# Нозематоз бджіл
Нозематоз бджіл (Ноземоз, Nosemosis) — інвазійна хвороба бджолиних сімей, яку викликають одноклітинні паразити роду Nosema. Характеризується порушенням функції кишечника. Уражуються переважно епітеліальні клітини середньої кишки та мальпігієві судини. Джерело збудника інвазії — хворі бджоли. Спори ноземи передаються через мед, пергу, стільники і т.ін.
До хвороби можуть призвести тривала зимівля бджіл, низька якість зимового корму, висока вологість у зимівнику, тривала несприятлива для літа погода тощо.
В уражених сім'ях спостерігається масова загибель бджіл протягом зимівлі та першого місяця після винесення та встановлення вуликів на пасіці. У загиблих комах черевце збільшене, м'яке.
Діагноз ставлять на підставі клінічних ознак (пронос, млявість) і результатів мікроскопії вмісту кишківнику. З лікувальною метою застосовують сироп з фумагілліном. Профілактика: дотримання оптимальних умов зимівлі бджіл; при появі хвороби проводять дезінфекцію парами формаліну.

## Характеристика збудника
Збудник — Nosema apis, що належить до родини Nosematidae ряду Nosematida типу Мікроспоридії. Свіжі зрілі спори паразита овальної, яйцеподібної форми, розміром 4,5-7,5×3,5 мкм. Оболонка спор гладенька або злегка хвиляста, триконтурна. Один край спор (витончений) має мікропіле і полярні гранули. Всередині спори розрізняють: парасолькоподібний пластинчастий поляропласт, полярну трубку, спороплазму з двома сферичними або довгастими ядрами, задню вакуоль.

## Патогенез
Заражаються бджоли ноземами при заковтуванні спор, які через 30 хв потрапляють у середню кишку, де під дією травних соків викидають полярну трубку, з останньої виходить двоядерна спороплазма, ампула якої проникає у цитоплазму або ядро клітини епітелію середньої кишки бджоли, де проходить складний цикл розвитку протягом 48-72 год.

### Епізоотологічні дані
Хвороба може виникати в усіх зонах розведення бджіл весною, рідше восени. При утриманні бджіл у теплицях перший пік нозематозу реєструють у кінці березня — на початку квітня, другий — у травні.
До виникнення нозематозу призводять: підвищена температура та різке її коливання, неспокій бджіл у зимувальниках, пізня весна, тривала дощова або вітряна холодна погода, висока вологість у вуликах, слабкий розвиток сімей, погане забезпечення їх білковим кормом у період, що передував зимівлі, несвоєчасне і у великій кількості згодовування цукру восени перед формуванням сім'ї на зимівлю, недоброякісні кормові запаси (наявність паді в кормах і пестицидів у субтоксичних дозах), зниження резистентності організму бджіл (отруєння, інші хвороби).
Нозематозом уражуються дорослі робочі бджоли, трутні та матки, при чому трутні та матки стійкіші проти збудника.
Джерелом збудника хвороби є хворі бджоли, з організму яких ноземи виділяються з фекаліями. Всередині сім'ї спори поширюються в основному робочими бджолами, які збирають фекалії біля анального отвору матки, робочих бджіл і трутнів, очищають стільники, годують матку, трутнів, обмінюються між собою кормом. Спорами нозем контаміновані також усі внутрішні стінки вулика.
Поширенню збудника хвороби на пасіці сприяють перелітання робочих бджіл, трутнів, підсадка хворих маток, об'єднання слабих сімей та ін.

### Клінічні ознаки
У перший період хвороби уражені комахи у великій кількості поїдають пергу. Збільшується споживання цукрового сиропу. В другої період хвороби споживання корму знижується до норми.
Хворі бджоли починають раніше виконувати роботи, нехарактерні для їх віку. При зимівлі вони неспокійні, створюють безперервний шум, вилітають з вулика й гинуть. Перший весняний обліт недружний, бджоли часто повзають біля вулика. Передня стінка вулика, стільники вкриті численними плямами фекалій. Бджоли стають в'ялими, мало реагують на зовнішні подразнення. Літальна дальність уражених сімей знижується на 22-35 %. Медозбір і запилювальна активність комах скорочуються на 36-50 %. Тривалість життя хворих робочих бджіл майже вдвічі менша, ніж здорових. Вони часто гинуть всередині вулика в період зимівлі. Весною і в першу половину літа комахи гинуть у полі.
Бджоли погано розвиваються, площа розплоду скорочується в 4—8 разів, з яєць, відкладених маткою, гине 10—20 % (проти 1 % у нормі) до утворення зрілих личинок. Інтенсивне ослаблення сімей бджіл весною часто призводить до зниження температури в гнізді та резистентності у личинок.

### Мікроскопічні дослідження
Оскільки ознаки ураження нозематозом неспецифічні, важливе значення має лабораторне дослідження. У лабораторію надсилають не менше 30 трупів або живих бджіл. Трупи відбирають з середнього шару підмору, що утворився на дні вулика. Живих бджіл у період зимівлі або ранньою весною беруть з верхньої планки рамок. Матеріал, що надійшов у лабораторію ветеринарної медицини, досліджують груповим методом або кожну бджолу окремо. У бджоли беруть черевце, поміщають у 1 мл води і ретельно готують суспензію. Краплю суспензії мікроскопують (×400-600) у злегка затемненому полі. Досліджують не менше 20 полів зору мікроскопа. При позитивних результатах знаходять овальні спори нозем.
Прижиттєву діагностику нозематозу у бджоломаток і робочих бджіл здійснюють методом копроскопічних досліджень. Вджоломатку обережно поміщають під скляний ковпак, дном якого є скляна пластинка. Після дефекації бджоломатки плями фекалій обережно знімають, додають краплю води і досліджують. Для збору фекальних мас від робочих бджіл весною перед масовим обльотом до передньої стінки вулика прикріплюють листок паперу. Можна зскрібати фекалії із стінок вулика та рамок.

## Лікування
Хворих бджіл навесні пересаджують у чистий продезінвазований вулик. Для лікування використовують екомед, фумагілін, фумідил Б. З лікувальною метою препарати застосовують навесні, з профілактичною — восени. Вміст упаковки розчиняють у склянці теплої води і додають, помішуючи, до 25 л цукрового сиропу. Лікувальний сироп роздають у чисті годівниці чи стільники по 250 мл на одну сім'ю щодня впродовж 3 тижнів. Рекомендується також використовувати нозематол у вигляді аерозолю. Ним обробляють гніздо з бджолами за температури не менш як +14 °С 3—4 рази через 3—4 дні.

## Профілактика та заходи боротьби
Основою профілактики ноземозу є створення задовільних умов утримання бджіл та їх годівлі в зимовий період, періодичне оновлення сімей, щорічна заміна маток. У разі виникнення хвороби бджіл лікують, а заражені вулики механічно очищають, миють 2%-м гарячим розчином лугу, а після висихання обпалюють вогнем паяльної лампи. Стільники без меду й перги та вулики можна дезінвазувати парою або 4%-м водним розчином формаліну, після чого їх провітрюють.